# Salvatore Paruzzo
Salvatore Paruzzo – duchowny rzymskokatolicki, w latach 1999–2021 biskup Ourinhos.